# バンダレ・レンゲ郡
バンダレ・レンゲ郡 (バンダレ・レンゲぐん、ペルシア語: شهرستان بندر لنگه)は、イラン南部のホルモズガーン州西部の郡。
郡都はバンダレ・レンゲ。
ペルシャ湾に面し、ホルムズ海峡のすぐ西に位置する。
2016年9月24日の人口は15万9358人。

## 行政区画
- キシュ市
- コン市
- バンダレ・チャラク市
- バンダレ・レンゲ市
- ラマザン市
- キシュ地区
- シブカヴェー地区
- 中央地区